# Kępice
Kępice (Duits: Hammermühle) is een stad in het Poolse woiwodschap Pommeren, gelegen in de powiat Słupski. De oppervlakte bedraagt 6,11 km², het inwonertal 3878 (2005).

## Verkeer en vervoer
- Station Kępice